# 斑鰭鼓石首魚
斑鰭鼓石首魚為輻鰭魚綱鱸形目鱸亞目石首魚科的其中一種，分布東太平洋區，從美國加州至墨西哥下加利福尼亞半島海域，棲息深度可達200公尺，體長可達70公分，棲息在沿海沙底質海域、海灣，屬肉食性，以蠕蟲、甲殼類等為食。